# Enzo Cesario
Enzo Bruno Cesario Farías (né le 30 août 1980 à Villa Alemana) est un coureur cycliste chilien. Actif sur route et sur piste dans les années 2000, il a été médaillé d'or aux Jeux panaméricains en poursuite par équipes (2003 et 2007) et individuelle (2007), aux championnats panaméricains en poursuite par équipes en 2005 et 2006.

## Palmarès sur piste

### Jeux panaméricains
- Saint-Domingue 2003
  -  Médaillé d'or de la poursuite par équipes (avec Antonio Cabrera, Marco Arriagada, Luis Fernando Sepúlveda)
- Rio 2007
  -  Médaillé d'or de la poursuite individuelle
  -  Médaillé d'or de la poursuite par équipes (avec Gonzalo Miranda, Marco Arriagada, Luis Fernando Sepúlveda)

### Jeux sud-américains
- Mar del Plata 2006
  -  Médaillé d'argent de la poursuite par équipes

### Championnats panaméricains
- Medellín 2001
  -  Médaillé de bronze du kilomètre
- Tinaquillo 2004
  -  Médaillé de bronze de l'américaine
  -  Médaillé de bronze de la poursuite par équipes
- Mar del Plata 2005
  -  Champion panaméricain de poursuite par équipes (avec Marco Arriagada, Gonzalo Miranda, Luis Fernando Sepúlveda)
  -  Médaillé d'argent de l'américaine
- Caieiras 2006
  -  Champion panaméricain de poursuite par équipes (avec Antonio Cabrera, Gonzalo Miranda, Luis Fernando Sepúlveda)
  -  Médaillé d'argent de l'américaine
- Aguascalientes 2010
  -  Médaillé d'argent de la poursuite par équipes

## Palmarès sur route
- 2000
  - 6e étape du Tour du Chili
- 2004
  - 1re (contre-la-montre par équipes) et 4e étapes du Tour du Chili
- 2005
  - 5e étape du Tour du Chili
  - 10e étape du Tour du Costa Rica
- 2006
  - 7e étape du Tour du Chili